# Marcelo Labarthe
Marcelo Labarthe (Porto Alegre, Brasil, 12 de agosto de 1984), futbolista brasilero. Juega de volante y su actual equipo es el Grêmio de la Serie A de Brasil.

## Clubes
| Club               | País     | Año       |
| ------------------ | -------- | --------- |
| SC Internacional   | Brasil   | 2004-2005 |
| Sporting de Lisboa | Portugal | 2005      |
| SC Beira-Mar       | Portugal | 2005-2006 |
| Vitória Setúbal    | Portugal | 2006-2007 |
| Grêmio             | Brasil   | 2007-     |

- Datos: Q3099081